# Cardinal Secretar de Stat

Emblema Cardinalului secretar de Stat

Cardinalul Secretar de Stat este conducătorul Secretariatului de Stat al Sfântului Scaun. În această calitate coordonează relațiile politice și diplomatice ale Sfântului Scaun, îndeplinind astfel atribuțiile de prim-ministru al Bisericii Catolice.
Din 15 octombrie 2013 această funcție este îndeplinită de Pietro Parolin.

## Date generale
Cardinalul secretar de stat prezidează Secretariatul de Stat al Sfântului Scaun, cel mai important dicaster al Curiei Romane (echivalentul guvernului).
Din timpul pontificatului papei Inocențiu al X-lea (1644-1655) secretar a fost întotdeauna un cardinal. După interzicerea instituției „cardinalului nepot” de papa Inocențiu al XII-lea în anul 1692, atribuțiile cardinalului nepot au fost preluate de cardinalul secretar de stat.
Cardinalul secretar de stat, în calitatea de responsabil al activității politice și diplomatice a Sfântului Scaun, este considerat „prim-ministru” al Sfântului Scaun.

## Lista cardinalilor secretari de Stat din 1644 până în 2013

### Secolul al XVII-lea
- Giovanni Giacomo Panciroli (1644 - 1651);
- Fabio Chigi (1651 - 1655); mai apoi papa Alexandru al VII-lea (1655 - 1667);
- Giulio Rospigliosi (1655 - 1667); apoi papa Clement al IX-lea (1667 - 1669);
- Decio Azzolini (1667 - 1669);
- Federico Borromeo (1670 - 1673);
- Francesco Nerli (1673 - 1676);
- Alderano Cybo (1676 - 1689);
- Giambattista Rubini (1689 - 1691);
- Fabrizio Spada (1691 - 1700);

### Secolul al XVIII-lea
- Fabrizio Paolucci (1700 - 1721) (primul mandat);
- Giorgio Spinola (1721 - 1724);
- Fabrizio Paolucci (1724 - 1726) (al doilea mandat);
- Niccolò Maria Lercari (1726 - 1730);
- Antonio Banchieri (1730 - 1733);
- Giuseppe Firrao (1733 - 1740);
- Silvio Valenti Gonzaga (1740 - 1756);
- Alberico Archinto (1756 - 1758);
- Ludovico Maria Torriggiani (1758 - 1769);
- Lazzaro Opizio Pallavicini (1769 - 1785);
- Ignazio Boncompagni Ludovisi (1785 - 1789);
- Francesco Saverio de Zelada (1789 - 1796);
- Ignazio Busca (1796 - 1797);
- Giuseppe Doria Pamphili (1797 - 1799);

### Secolul al XIX-lea
- Ercole Consalvi, prosecretar (1800); cardinal secretar (1800 - 1806); ;
- Filippo Casoni (1806 - 1808);
- Giuseppe Doria Pamphilj, prosecretar (1808);
- Bartolomeo Pacca, prosecretar (1808 - 1814);
- Ercole Consalvi (1814 - 1823);
- Giulio Maria della Somaglia (1823 - 1828);
- Tommaso Bernetti, prosecretar (1828 - 1829) (1° primul mandat);
- Giuseppe Albani (1829 - 1830);
- Tommaso Bernetti, prosecretar (1831); cardinal secretar (1831 - 1836) (al doilea mandat);
- Luigi Lambruschini (1836 - 1846);
- Pasquale Tommaso Gizzi (1846 - 1847);
- Gabriele Ferretti (1847 - 1848);
- Giuseppe Bofondi (1848);
- Giacomo Antonelli (1848) (primul mandat);
- Anton Francesco Orioli (1848) (ad interim);
- Giovanni Soglia Ceroni (1848);
- Giacomo Antonelli (1848 - 1876) (al doilea mandat);
- Giovanni Simeoni (1876 - 1878);
- Alessandro Franchi (1878);
- Lorenzo Nina (1878 - 1880);
- Lodovico Jacobini (1880 - 1887);
- Mariano Rampolla del Tindaro (1887 – 1903);

### Secolul al XX-lea
- Rafael Merry del Val y Zulueta (1903 - 1914);
- Domenico Ferrata (1914);
- Pietro Gasparri (1914 - 1930);
- Eugenio Pacelli (1930 – 1939); ma apoi papa Pius al XII-lea (1939 - 1958);
- Luigi Maglione (1939 – 1944);
- sede vacante (1944 – 1952) prin decizia papei Pius al XII-lea, care a desfășurat chiar el și funcția de secretar de Stat.
- Domenico Tardini protosecretar pentru afacerile extraordinare ale Bisericii (1952 - 1958);
- Giovanni Battista Montini protosecretar pentru afacerile ordinare ale Bisericii (1952 - 1954); în 1954 a fost numit arhiepiscop de Milano; în 1963 a fost ales papă și a pontificat sub numele de Paul al VI-lea (1963 - 1978);
- Domenico Tardini (1958 – 1961);
- Amleto Giovanni Cicognani (1961 – 1969);
- Jean-Marie Villot (1969 – 1979);
- Agostino Casaroli (1979 – 1990);
- Angelo Sodano (26 iunie 1991 – 15 septembrie 2006);

### Secolul al XXI-lea
- Tarcisio Bertone (15 septembrie 2006 ― 14 octombrie 2013);
- Pietro Parolin (din 15 octombrie 2013).